# 盧科姆利湖

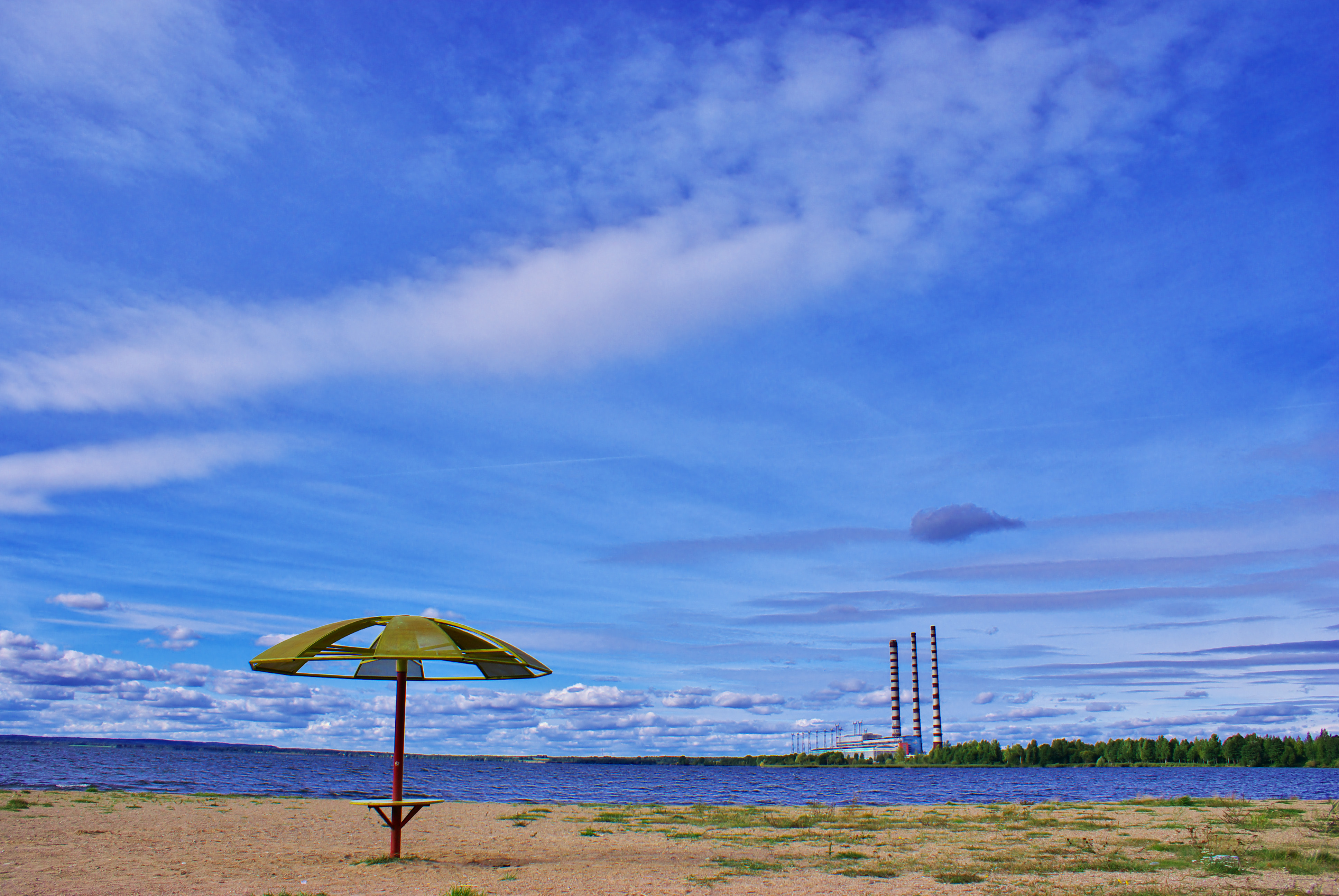
盧科姆利湖

54°40′14″N 29°5′23″E / 54.67056°N 29.08972°E
盧科姆利湖是白俄羅斯的湖泊，由維捷布斯克州負責管轄，長10.4公里、寬6.5公里，面積37.7平方公里，集水區面積179平方公里，海拔高度165.1米，湖岸線長度36.4公里，平均水深6.6米，最大水深11.5米。